# MC Janik
MC Janik, de son vrai nom Janick Florentiny, né un 11 avril en Guadeloupe, est un chanteur, rappeur et artiste de reggae et dancehall français. Il est pour la presse spécialisée, « une figure historique des sound-systems parisiens ».

## Biographie
MC Janik est né en Guadeloupe. Il commence sa carrière en Martinique, en animant une émission sur la radio de la Cité Dillon. Il enchaîne l’année suivante sur la compilation Les Cool Sessions, vol. 1 produite par Jimmy Jay, qui a travaillé avec des artistes comme Mc Solaar. Il est découvert dans la compilation Rapattitude 2. En parallèle à ses premiers singles, l’artiste intègre un certain nombre de sound-systems : Neg’Kommando, High Fight (le sound de Polino, Daddy Nuttea, Tonton David, Féfé Typical, Don lickshot, Tiptop, Stand Tall, pour finir avec le Groovin’Sound auquel il appartient toujours en compagnie d'artistes tels que Guy-Al MC, Supa Maya, Jah Mike, Dixie Culture. Il est durant les années 1990, l'un des artistes les plus importants d'une musique plus urbaine aux accents rap.
MC Janik enchaîne avec un premier album qu’il enregistre à Waterhouse, en Jamaïque, chez King Jammys. Il enregistre ainsi MC Beaucoup pour le label Hibiscus. Les riddims de cet album ont été composés par MC Janik et son frère et ré-enregistrés par Mafia & Fluxy et Danny Brownie. MC Janik sort en 1998 MC Janik. Cette fois-ci la production est signée par Tyrone Downie, clavier des Wailers. L’album sort chez Hostile Records. Il fait à cette époque la première partie de l’ex-chanteur des Black Uhuru, Michael Rose et une tournée aux Antilles. Il fait également des featurings avec le Secteur Ä, et notamment sur le titre Un monde parfait extrait de l'album Quelques gouttes suffisent... de Ärsenik. Il réalise la compilation Combines qui réunit un grand nombre d’artistes créoles parmi lesquelles Kulu Ganja, Matinda, Metal Sound, Real Killa, Djamatik, Azrsenicl, Pit Baccardi et Jacky des Nèg' Marrons.
En 2002 sort l’album T’inquiète... toujours produit par Tyrone Downie, avec en invité le groupe The Robotiks. C’est Fatman qui se charge du mix final où il fait appel à Tiwony, Straika D, Jah Mike ou Guy-Al MC. Une blessure qu’il se fait en jouant au foot le prive d'une tournée où il comptait présenter son album au public.
En 2023, il fait un retour plus qu'apprécié dans le monde du Reggae[non neutre] ; le selecta-DJ Selecta Antwan réunit les artistes Cam (membre du groupe Ryon), Natty Jean (membre du groupe Danakil) et MC Janik, sur une chanson nommée "Viens on t'emmène", une chanson avec un riddim aux accents de Reggae électronique[source secondaire souhaitée]. Le clip a été entièrement produit par l'artiste Volodia et le photographe Valentin Compagnie[source secondaire souhaitée].

## Discographie
- 1993 : MC Beaucoup[4]
- 1998 : Janik[5]
- 2002 : T’inquiète...
- 2008 : Digitall.5
- 2011 : Master Classe[6]
- 2021 : Set up[7],[8],[9]